# Pereire (metropolitana di Parigi)
Pereire è una stazione della metropolitana di Parigi, sulla linea 3, sita nel XVII arrondissement di Parigi nonché stazione di interconnessione con la RER C.

## La stazione
Questa stazione prende il nome dai fratelli Pereire, Émile 1800-1875 e Isaac 1806-1880, fondatori della Compagnie des chemins de fer du Midi.

## Interconnessioni
- RER C
- Bus RATP - 84, 92, 93
- Noctilien - N16, N52, N152